# 알프레트 얀자

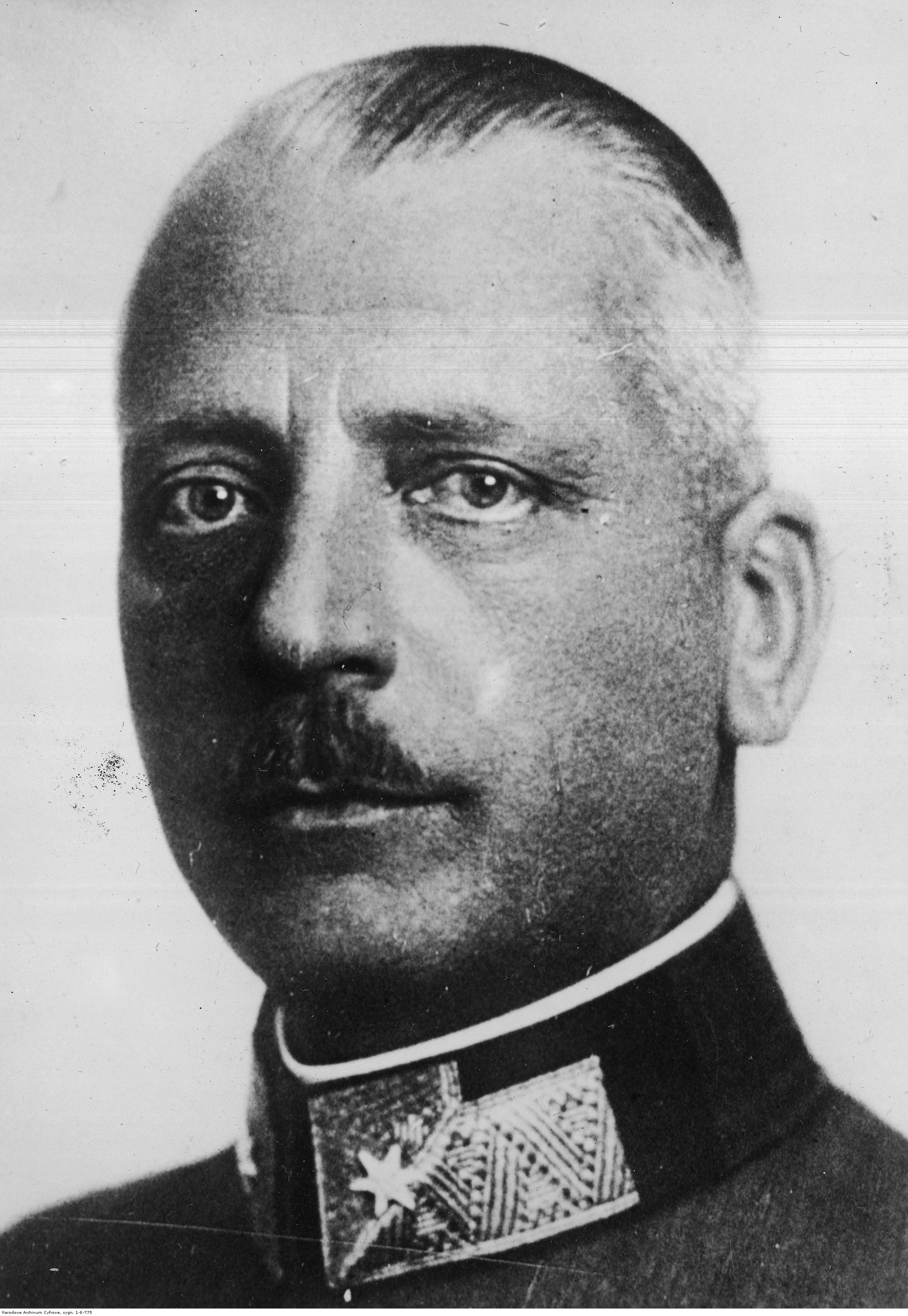

알프레트 요한 테오필 얀자 폰 탄넨나우(독일어: Alfred Johann Theophil Jansa von Tannenau, 1884년 7월 16일 오스트리아-헝가리 제국 스타니슬라프 ~ 1963년 12월 20일 오스트리아 빈)는 오스트리아 제1공화국의 육군 장성이었다.
제1차 세계대전에 참전하였으며, 1936년에 참모총장이 되었다. 1938년 3월 13일, 오스트리아가 나치 독일에 나치 독일에 강제 합병되자 그는 반나치주의자라는 이유로 참모총장 자리에서 쫓겨나고 말았다.